# Щирск
Щирск — деревня в восточной части Стругокрасненского района Псковской области. Входит в состав сельского поселения «Хрединская волость».

## Расположение
- Деревня расположена в 82 км к северо-востоку от города Псков, на автодороге Лудони — Павы — Боровичи Р63.
- Удалённость от административного центра района и ближайшей железнодорожной станции — посёлка городского типа Струги Красные составляет 23 км.
- Административный центр сельского поселения — деревня Хредино находится в 4 км к юго-востоку от деревни.

## Транспорт
Деревня связана регулярным автобусным сообщением с районным центром — посёлком городского типа Струги Красные, а также городами Санкт-Петербург, Псков, Порхов, Великие Луки.

## Население
| 2001 | 2002 | 2010 | 2011 |
| ---- | ---- | ---- | ---- |
| 25   | ↗40  | ↘18  | ↗28  |